# کبوتردریایی ایبیزا
کبوتردریایی ایبیزا (نام علمی: Puffinus nestori) نام یک گونه از سرده کبوتردریایی‌های آب‌شکاف است.